# أسيتونتريل
أسيتونتريل هو مركب كيميائي عضوي من مجموعة النتريلات له الصيغة الكيميائية CH3CN، ويكون على شكل سائل عديم اللون.

## التحضير
حضر أسيتونتريل لأول مرة سنة 1847 من قبل الكيميائي جان-باتيست دوما.
يحضر أسيتونتريل من تفاعل استبدال محب للنواة لمركب برومو الميثان مع سيانيد الصوديوم:
{\displaystyle \mathrm {CH_{3}Br+NaCN\longrightarrow NaBr+CH_{3}CN} }
أما صناعياً فينتج كمركب ثانوي من تفاعل تحضير أكريلونتريل.

## الخصائص
- عند التسخين يتفكك مركب أسيتونتريل إلى غازات سامة سيانيد الهيدروجين وأكسيد النيتروجين.
- يستطيع مركب أسيتونتريل أن يذيب العديد من المواد مثل المطاط والبلاستيك.

## الاستخدامات
- يستخدم أسيتونتريل كمذيب عضوي في الاصطناع العضوي، وفي تنقية البوتاديين.[5]
- يستخدم كمادة شاطفة في تقنية الاستشراب السائل عالي الأداء HPLC.